# Jag vet en källa
Jag vet en källa är en svensk psalm med fyra verser. Texten är skriven 1883 av Lina Sandell och musiken är komponerad 1884 av Wilhelm Theodor Söderberg.

## Publicerad i
- Svenska Missionsförbundets sångbok (1951) nummer 74, under rubriken "Jesus Kristus - Jesu kärlek".[1]

### Fotnoter
1. 1 2   Sånger och psalmer musik och text : för enskilt och offentligt bruk. Stockholm: Missionsförb. 1951. Libris 3387612